# Pałac w Brunowie
Pałac w Brunowie (niem. Schloss Braunau) – zabytkowy zespół pałacowy we wsi Brunów w powiecie lwóweckim, w województwie dolnośląskim, w odległości około 200 metrów od skrzyżowania drogi gminnej z drogą wojewódzką nr 297.
Obiekt wybudowany w 1750 r. w stylu barokowym z elementami neobarokowymi i klasycystycznymi. Pałac stanowi przykład architektury rezydencjonalnej z II ćwierci XVIII wieku, przekształconej w duchu eklektyzmu około 1900 roku. 14 stycznia 1977 r. pod numerem A/5386/486/J i A/5385/487/J, został wpisany do rejestru zabytków Narodowego Instytutu Dziedzictwa.
W skład zespołu pałacowego wchodzą:
- pałac,
- oficyna pałacowa,
- stajnia,
- altana parkowa,
- domek ogrodnika.

Od południowego zachodu i północy zespół otoczony jest luźnym drzewostanem, który od strony wschodniej i północno-wschodniej przechodzi w park.

## Historia pałacu
Pierwsza wzmianka o istnieniu dworu obronnego pochodzi z XV w. Wcześniej była to wieża rycerska. W 1599 r. właścicielem był Melchior von Lest. Następnie dwór należał do śląskiego rodu Zedlitz, w którego rękach był do 1740 r. Wówczas to właścicielem został Bernard von Schmettau. W tym czasie dwór został przebudowany w dwupiętrowy pałac. Bernard von Schmettau założył również folwark oraz wybudował dom dla zarządcy majątku. W latach 1750–1786 pałac był własnością barona Filipa Hermanna von Sonnenburg. W 1787 r. został sprzedany Krzysztofowi (Christoph) von Schweinitzowi (1746–1814) i jego żonie Erneście (Ernestine) z domu von Eicke (ur. 1749). W trzy tygodnie później pałac wraz z zabudowaniami zniszczył pożar. Małżeństwo Schweinitzów rozpoczęło odbudowę swojej posiadłości w stylu neobarokowym, która zakończyła się w 1789 r.
Kolejną właścicielką była Senden von Schweinitz, a w latach 1838–1945 rodzina Cottenetów. Przez ten czas pałac uległ rozbudowie (niektóre jego elementy posiadają cechy XIX-wiecznego klasycyzmu), w wyniku której zmieniono m.in. elewacje boczne, dodano tarasy oraz przekształcono otwory okienne. Powstały wówczas również: stajnia z powozownią, park z kaplicą (mauzoleum) rodziny von Cottenet, fontanna, kordegarda czy młyn wodny. Na ścianie szczytowej stajni umieszczono herb rodziny von Cottenet. W 1933 r. rezydencja została przejęta na szkołę sportową Hitlerjugend, a następnie stała się własnością nazistów. Zaraz po zakończeniu II wojny światowej pałac wraz z zabudowaniami został ogołocony z wyposażenia i częściowo zniszczony. 
Po przejęciu obiektu przez Skarb Państwa i zabezpieczeniu, w budynku otwarto ośrodek szkoleniowo-kolonijny Rejonu Dróg Publicznych. Kolejna modernizacja miała miejsce w latach 50. XX wieku i miała na celu dostosowanie budynku do nowych funkcji poprzez instalację wody bieżącej, centralnego ogrzewania i przebudowę układu wnętrz. W tym czasie zmieniono również zwieńczenia wieży i wykusza, usuwając wysokie hełmy na rzecz prostszych daszków.
Obecnie pałac jest w rękach prywatnych i funkcjonuje jako obiekt hotelowy.

## Opis pałacu
Dwupiętrowy, barokowy pałac wybudowany na planie nieregularnego kwadratu, murowany z kamienia piaskowca i cegły na kamiennych fundamentach, częściowo tynkowany, z wpisaną w narożu zachodnio-południowym wieżą. Stropy w piwnicy żelbetowe, na parterze sklepienia kolebkowe z lunetami, w wyższych kondygnacjach sufity z fasetami lub stropy belkowe.

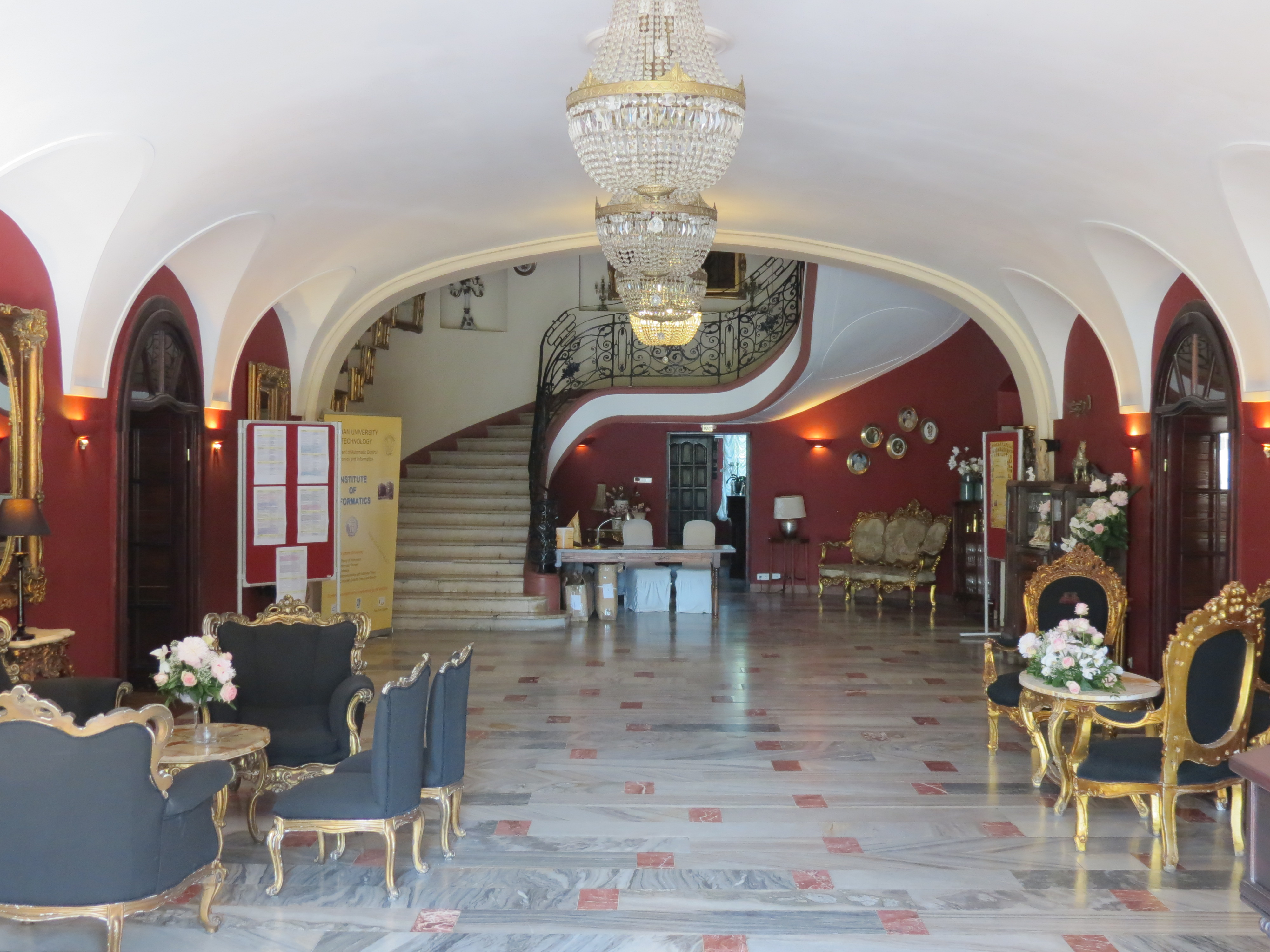
Hol wejściowy

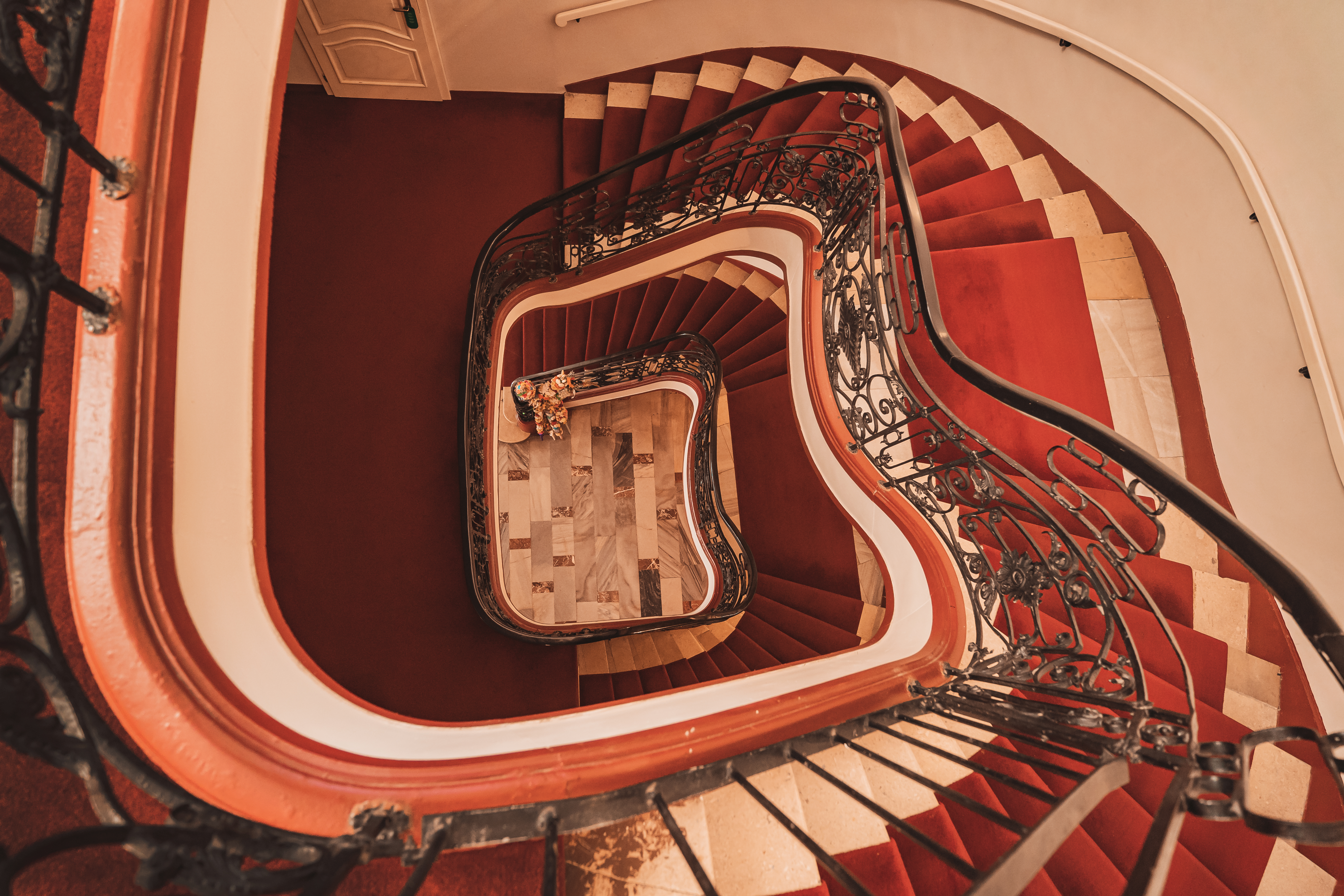
Secesyjne schody wewnątrz pałacu

W latach 1900–1901 przebudowany w stylu klasycystycznym. Powstało wówczas skrzydło południowe pałacu wraz z oranżerią i ośmioboczną, czteropiętrową wieżą. Od frontu ryzalit z głównym wejściem pod półkolistym balkonem z metalową balustradą. Ryzalit dzielony czterema pilastrami zwieńczony frontonem z kartuszem zawierającym herb rodziny von Cottenet. Obiekt został pokryty dwuspadowym dachem naczółkowym pokrytym blachą ocynkowaną. Pałac jest trójtraktowy, trzykondygnacyjny, z kwadratowym hallem na osi i reprezentacyjnymi, wachlarzowymi schodami z marmuru „Biała Marianna”. Wnętrze pałacu przebudowano w dwu- i trzytraktowe, a miejscami użyto secesyjnej dekoracji, co widać szczególnie w balustradzie klatki schodowej. Wnętrza zachowały częściowo oryginalne detale: posadzki marmurowe i ceramiczne, parkiety w „jodełkę”, dekoracyjne schody, czy sufity z fasetami. Drzwi wejściowe i wewnętrzne ramowo-płycinowe, okna skrzynkowe różnego typu – jedno-, dwu- i trójdzielne.
Bryła pałacu urozmaicona, z wykuszami, tarasami i ryzalitami. Na elewacjach tarasy z żeliwnymi balustradami o ornamentyce roślinno-kwiatowej, okna balkonowe porté-fenêtre, nisze, kartusze i daty przebudowy (1901).
Elewacja frontowa siedmioosiowa, środkowa część zaakcentowana pilastrami o głowicach jońskich, między którymi umieszczono okna. Portal wejściowy z kartuszem herbowym przedstawiającym dwie ryby, zwieńczony tympanonem z koroną i napisem COTTENET. Nad głównym wejściem, pod balkonem, znajdują się kartusze z herbami: von Glaubitz (duży, umieszczony centralnie), Grafa Promnitza z inicjałami G.P. (po lewej stronie) oraz von Lest z inicjałami W.V.L. (po prawej stronie).

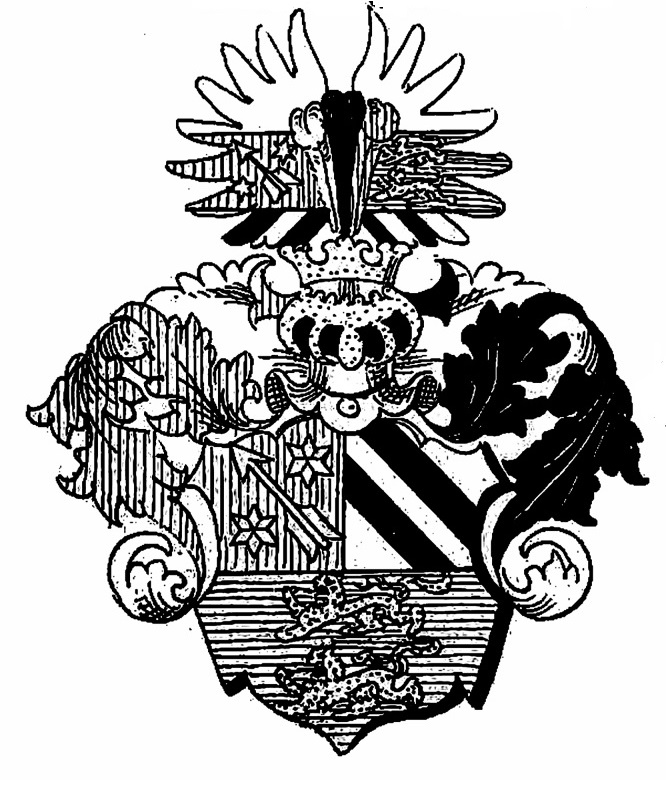
Herb von Promnitz
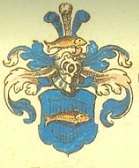
Herb von Glaubitz
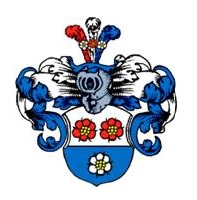
Herb von Lest

## Oficyna

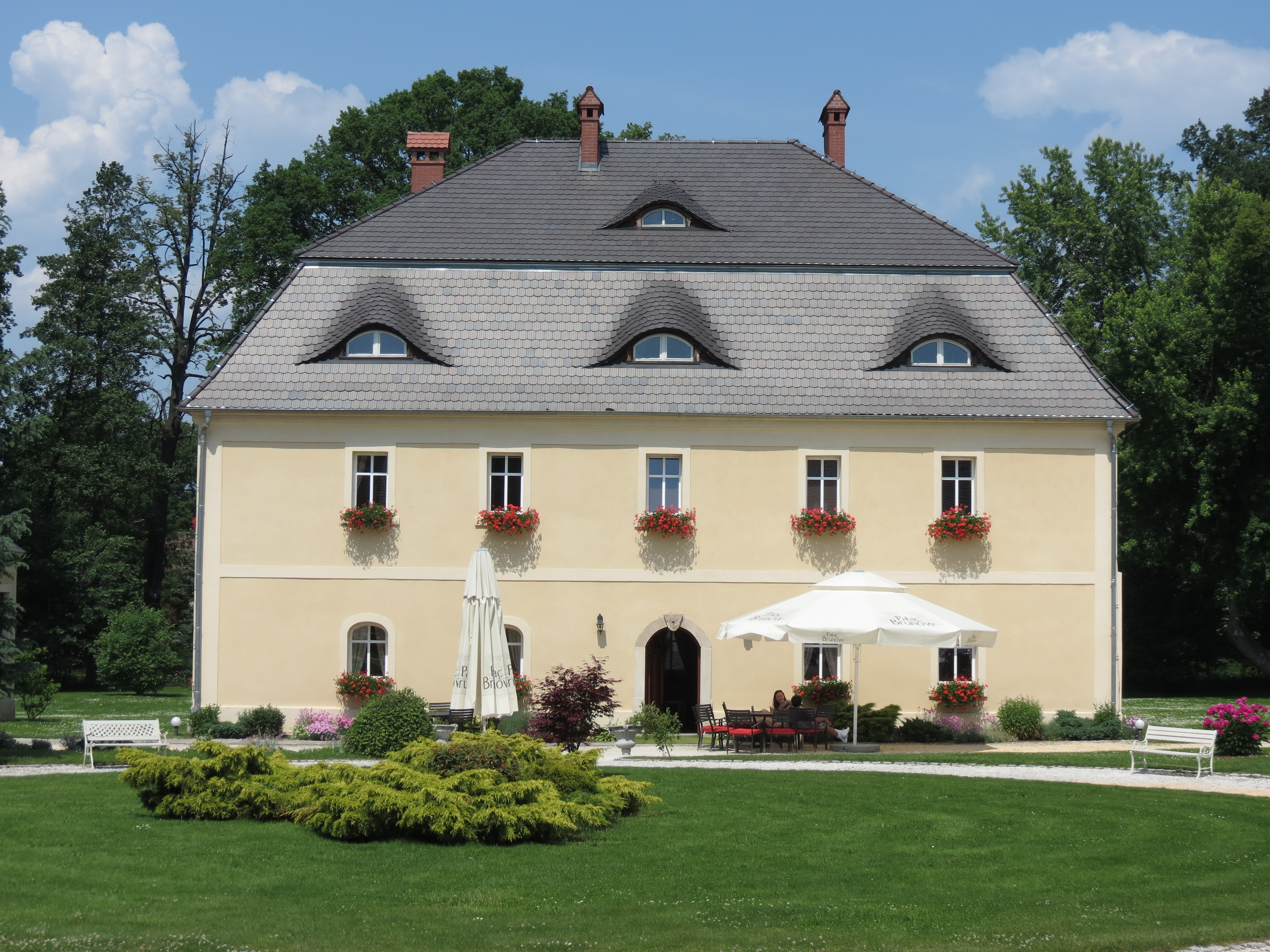
Oficyna widziana z dziedzińca

Oficyna przypałacowa znajduje się na północnej stronie dziedzińca zespołu pałacowego w Brunowie. Położona jest tuż za altaną ogrodową, z elewacją frontową skierowaną ku południowi. Budynek oficyny został odbudowany po pożarze z 1787 roku. Prace rekonstrukcyjne ukończono w 1789 roku, odtwarzając formę wcześniejszego obiektu. Inwestorem był ówczesny właściciel majątku – Christof Heinrich Ludwig von Schweinitz. Prace budowlane prowadzili majstrowie Mohrenberg z Legnicy oraz Scholz z Lwówka Śląskiego. Od 1933 roku oficyna znalazła się w rękach administracji rządowej. Oficyna przypałacowa w Brunowie stanowi przykład dobrze zachowanej architektury rezydencjonalno-funkcjonalnej z końca XVIII wieku, wkomponowanej harmonijnie w założenie pałacowo-parkowe. 
Piętrowa oficyna wzniesiona została w stylu klasycyzującym, na planie prostokąta,  na kamiennych fundamentach. Jest to budynek dwukondygnacyjny, posadowiony na wysokiej kamiennej podmurówce, murowany z cegły i tynkowany. Elewacje ozdobione są nakrapianym tynkiem oraz pasami gładkiego tynku – w tym poziomym pasem między kondygnacjami, opaskami wokół otworów okiennych i drzwiowych, a także pionowymi boniowaniami w narożnikach.

Elewacja południowa jest pięcioosiowa, z prostokątnymi oknami. Na parterze okna te są zamknięte łukiem odcinkowym. Wejście główne ujęte zostało w półkolisty portal z kamienia z zaakcentowanym zwornikiem; z dawnego zespołu drzwiowego zachowało się jedynie nadświetle z dekoracyjną, profilowaną beleczką wygiętą ku górze. Elewacja północna powtarza układ południowej, lecz z asymetrycznie rozmieszczonymi otworami.

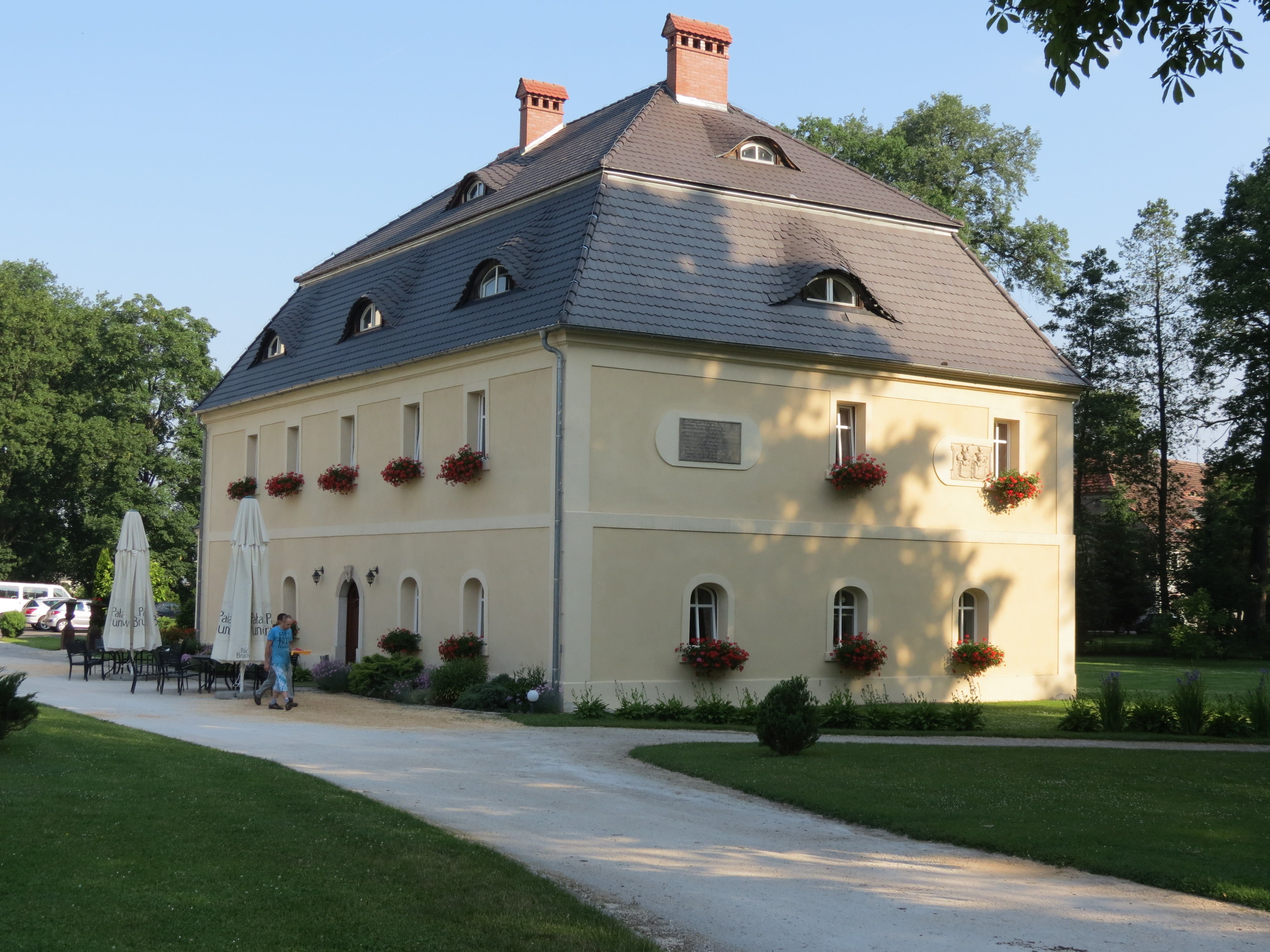
Tablice na oficynie

Wnętrza parteru nakryte są sklepieniami krzyżowo-żebrowymi z gurtami lub kolebkowymi z lunetami. Na piętrze zastosowano stropy belkowe z podsufitką. Oficynę pokryto czterospadowym dachem mansardowym z lukarnami (łamany, w typie polskim) – posiada więźbę z XIX wieku, konstrukcji stolcowo-płatwiowej, dwupoziomowej: w pierwszym poziomie znajduje się jeden rząd stolców stojących i dwa leżące, a w drugim – dwa rzędy stolców stojących. Oryginalnie, pokrycie wykonano z łupka ułożonego na sposób niemiecki.
Układ pomieszczeń wewnątrz budynku jest nieregularny. Po wojnie, na parterze częściowo zachowała się posadzka z płytek ceramicznych, natomiast na piętrze miejscami występowały fragmenty posadzki cementowej. Podłogi drewniane nie zachowały się. Komunikację pomiędzy kondygnacjami zapewniają drewniane schody zabiegowe; na strych prowadzą jednobiegowe schody drewniane.
Na pierwszym piętrze bocznej ściany (wschodniej) znajdują się dwie płyciny:
- pierwsza upamiętniająca pożar 29 listopada 1787[17][18][19];
- druga z herbami Christopha Heinricha Ludewiga von Schweinitza i inicjałami C. H. L. v. S. (lewy) i jego żony Ernestine Sophie von Schweinitz Gräfin von Eicke i inicjałami E. S. v. S. G. v. E. (prawy)[20].

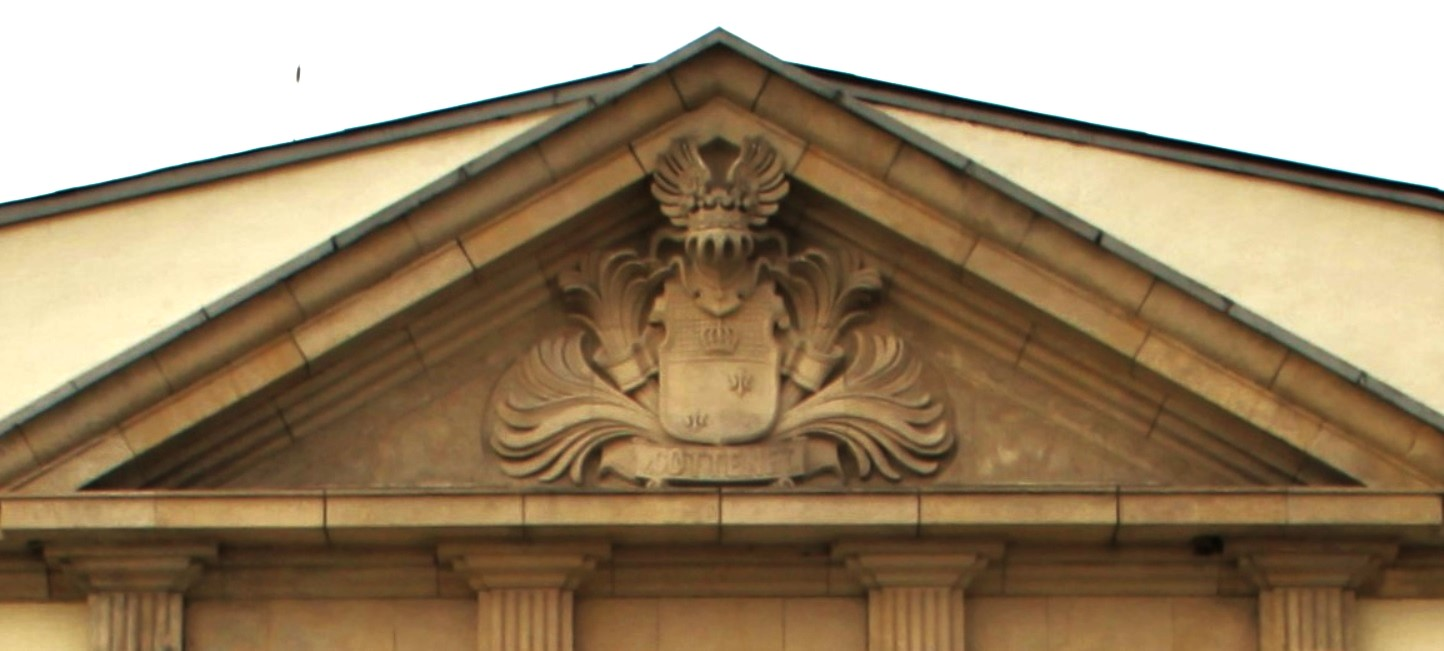
Szczyt z herbem von Cottenet
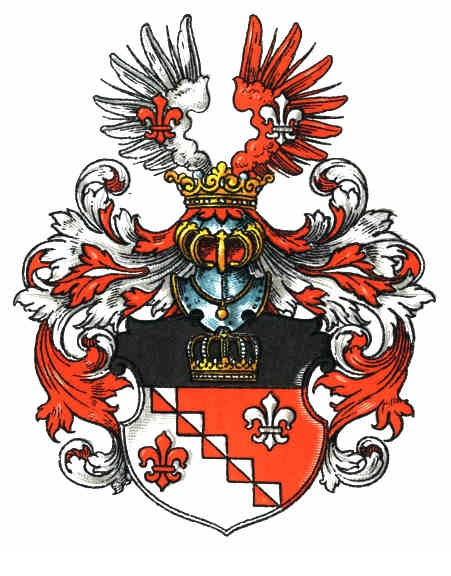
Herb von Cottenet
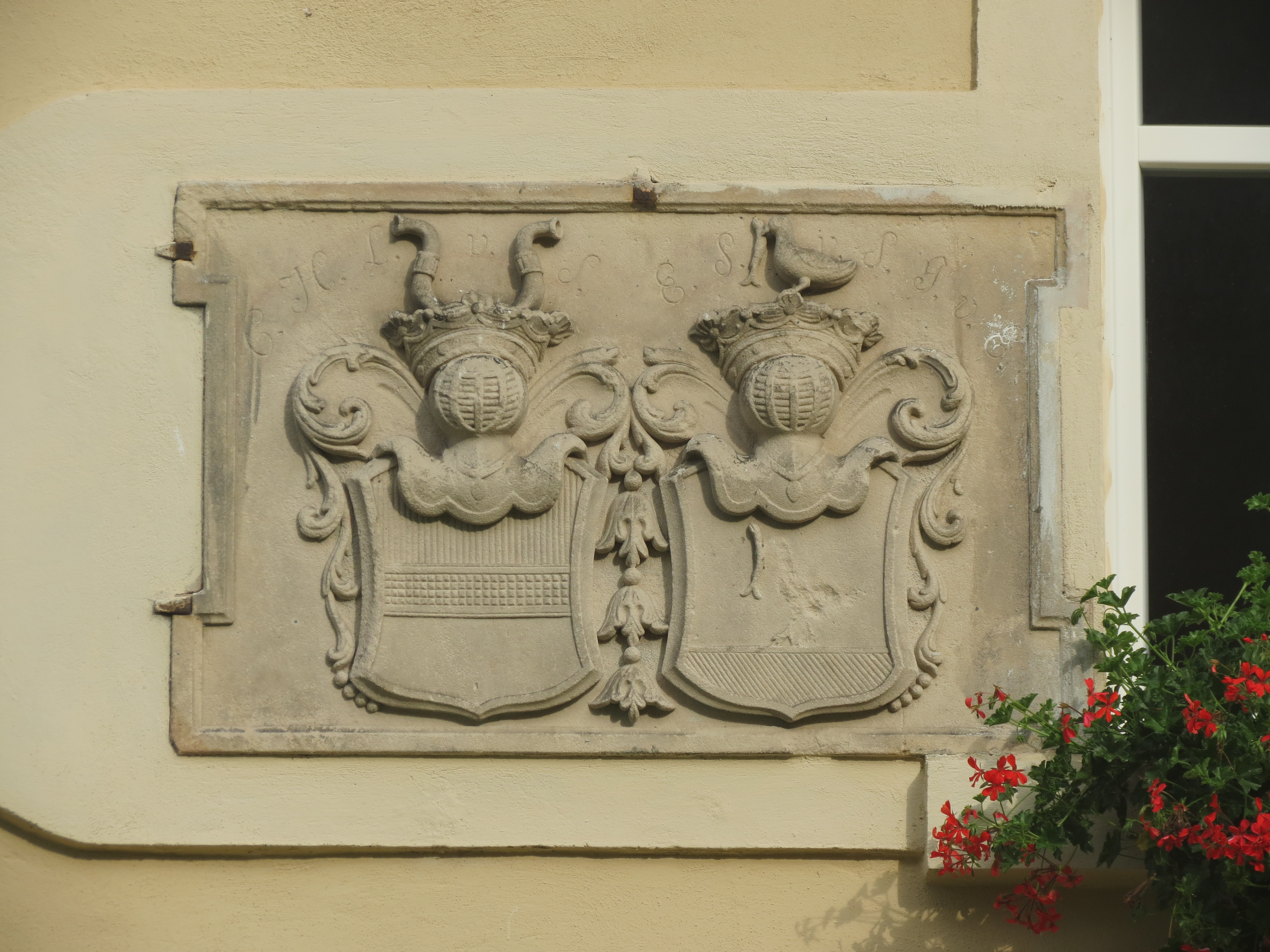
Herby Christopha v. Schweinitza, E. v. Eicke
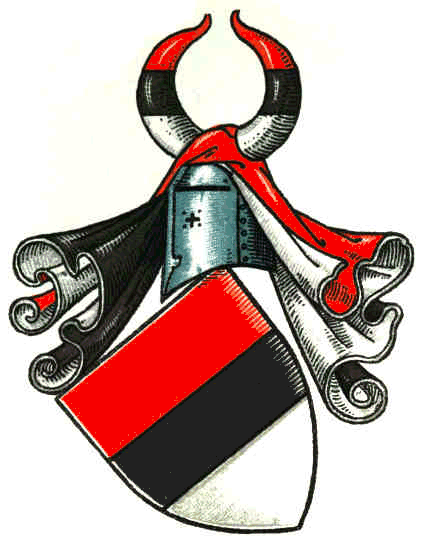
Herb von Schweinitzów
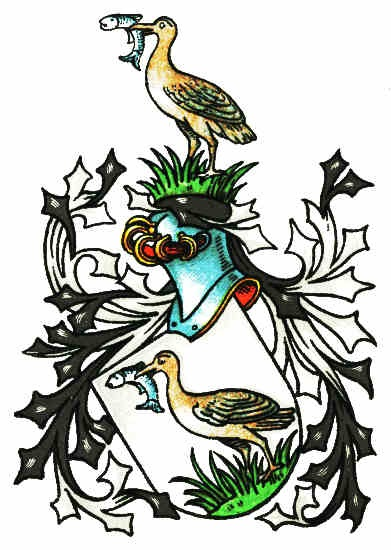
Herb von Eicke

## Stajnia z wozownią

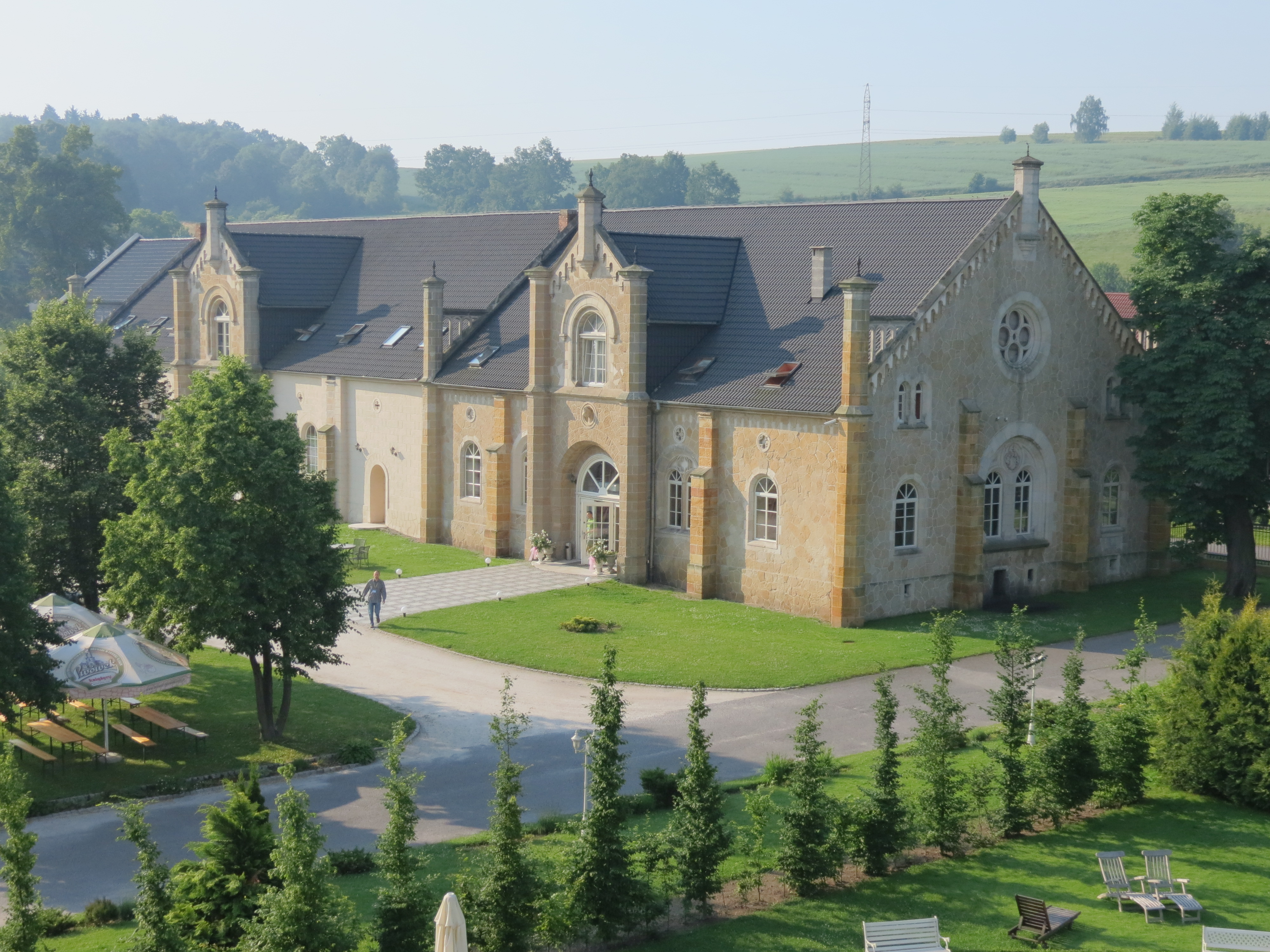
Stajnia i wozownia, widok z tarasu pałacu

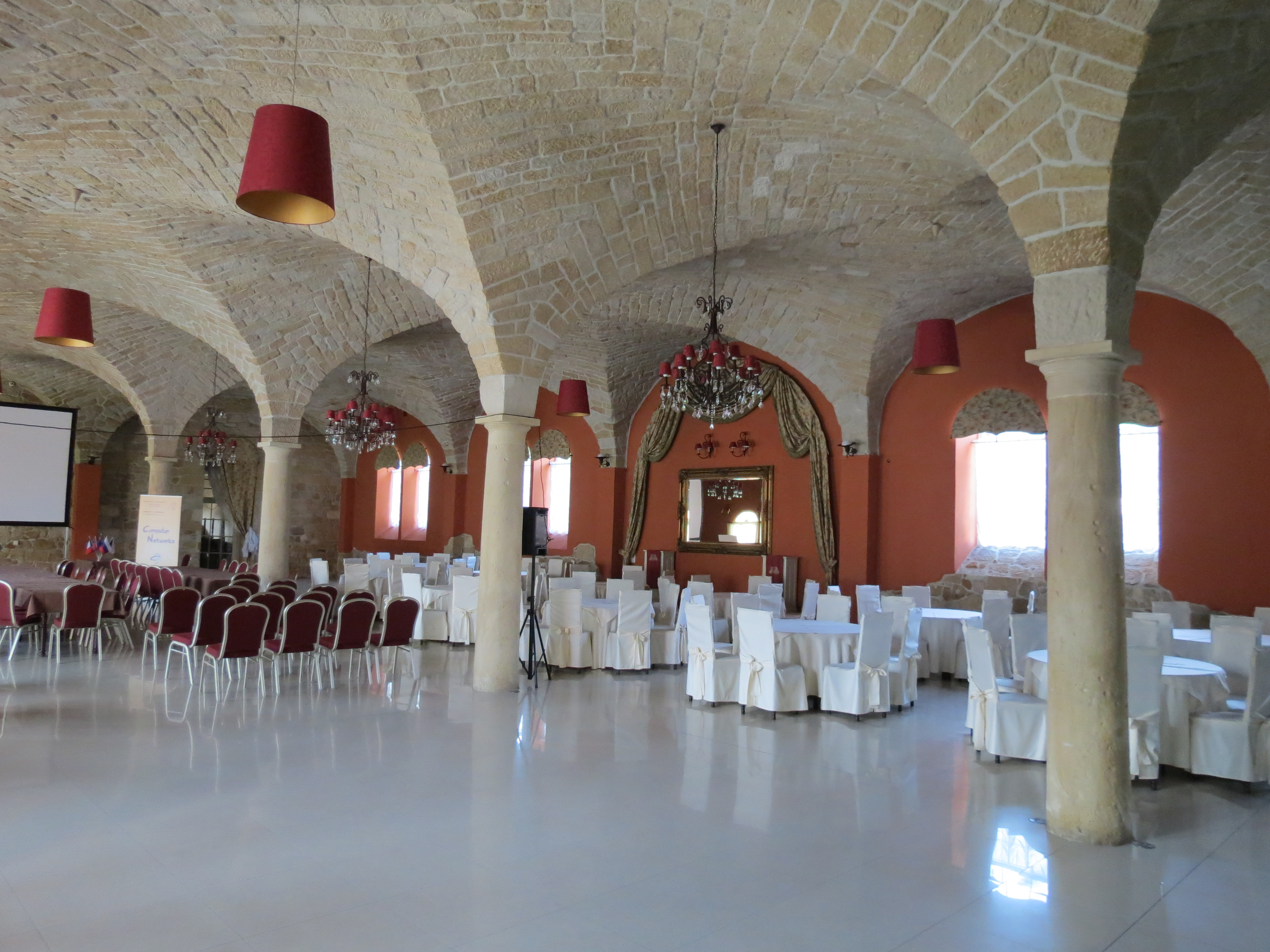
Sala balowa w dawnej stajni

Stajnia i wozownia w Brunowie to zabytkowe budynki gospodarcze w stylu neogotyckim, stanowiący część zespołu pałacowego w Brunowie. Wzniesiony w IV ćwierci XIX wieku jako uzupełnienie rezydencji pałacowej. Budynek wyróżnia się bogatym detalem architektonicznym i wysokim poziomem wykonania konstrukcyjnego, charakterystycznym dla architektury rezydencji ziemiańskich tego okresu. Obiekt zachowany jest w dobrym stanie technicznym. Mimo przekształceń powojennych, zachował wiele oryginalnych elementów konstrukcyjnych i dekoracyjnych. Wnętrza pozostają czytelne w swoim historycznym układzie funkcjonalnym. Stajnia znajduje się w południowo-wschodniej części zespołu pałacowego, narożnikiem południowo-zachodnim przylegając do głównej bramy prowadzącej na dziedziniec. Od południa graniczy z drogą gminną, od północy z otwartym placem porośniętym trawą i drzewami.
Budynek wzniesiono na planie wydłużonego prostokąta, z czteropasmowym układem wnętrz. Składa się z części wschodniej (jednoprzestrzennej wozowni) i zachodniej (stajnia z przedsionkami i pomieszczeniami pomocniczymi). Budynek jest jednokondygnacyjny z poddaszem i częściową piwnicą, nakryty dwuspadowym dachem z trzema trójkątnymi facjatami, zwieńczonymi fialami i ozdobnymi balustradami. Ściany wykonano z piaskowca. Elewacje północna i południowa są 10-osiowe, artykułowane za pomocą szkarp i lizen. Charakterystyczne są arkadowe otwory okienne, biforia oraz okulusy z rozetami wentylacyjnymi. Elewacja zachodnia pełni funkcję reprezentacyjną – zawiera dekoracyjny portal z herbem rodziny Cottenet (dwie lilie andegaweńskie, szachownica, korona i skrzydła w hełmie). Elewacja wschodnia jest skromniejsza, z prostymi oknami i szczelinami wentylacyjnymi.
Budynek stajni reprezentuje neogotyk, widoczny w charakterystycznych detalach: fialach, fryzach arkadkowych, biforiach, ostrołucznych oknach i dekoracjach herbowych. Zastosowano różnorodne materiały, takie jak: piaskowiec (piaskowiec szary, rdzawy i jasny), ciosany kamień i cegłę w układzie mieszanym, żeliwo i ceramikę. Dach pokryto łupkiem, z więźbą krokwiowo-płatwiową i rozporową.
We wschodniej części budynku mieściła się wozownia – przestrzeń jednoprzestrzenna z krzyżowo-żebrowymi i krzyżowymi sklepieniami wspartymi na kamiennych kolumnach. Część zachodnia to stajnia, podzielona na trzy pasma, z centralnym pasmem stajennym, z dekoracyjnymi żeliwnymi kolumienkami. Zachowały się sklepienia z profilowanymi gurtami, otwory owalne, rozetowe dekoracje oraz schody piaskowcowe. Podłogi pokryto płytami ceramicznymi i cementowymi w partii wschodniej, na poddaszu podłogi drewniane. Wewnątrz obiektu brak oryginalnego wyposażenia.

## Kaplica - Altana parkowa

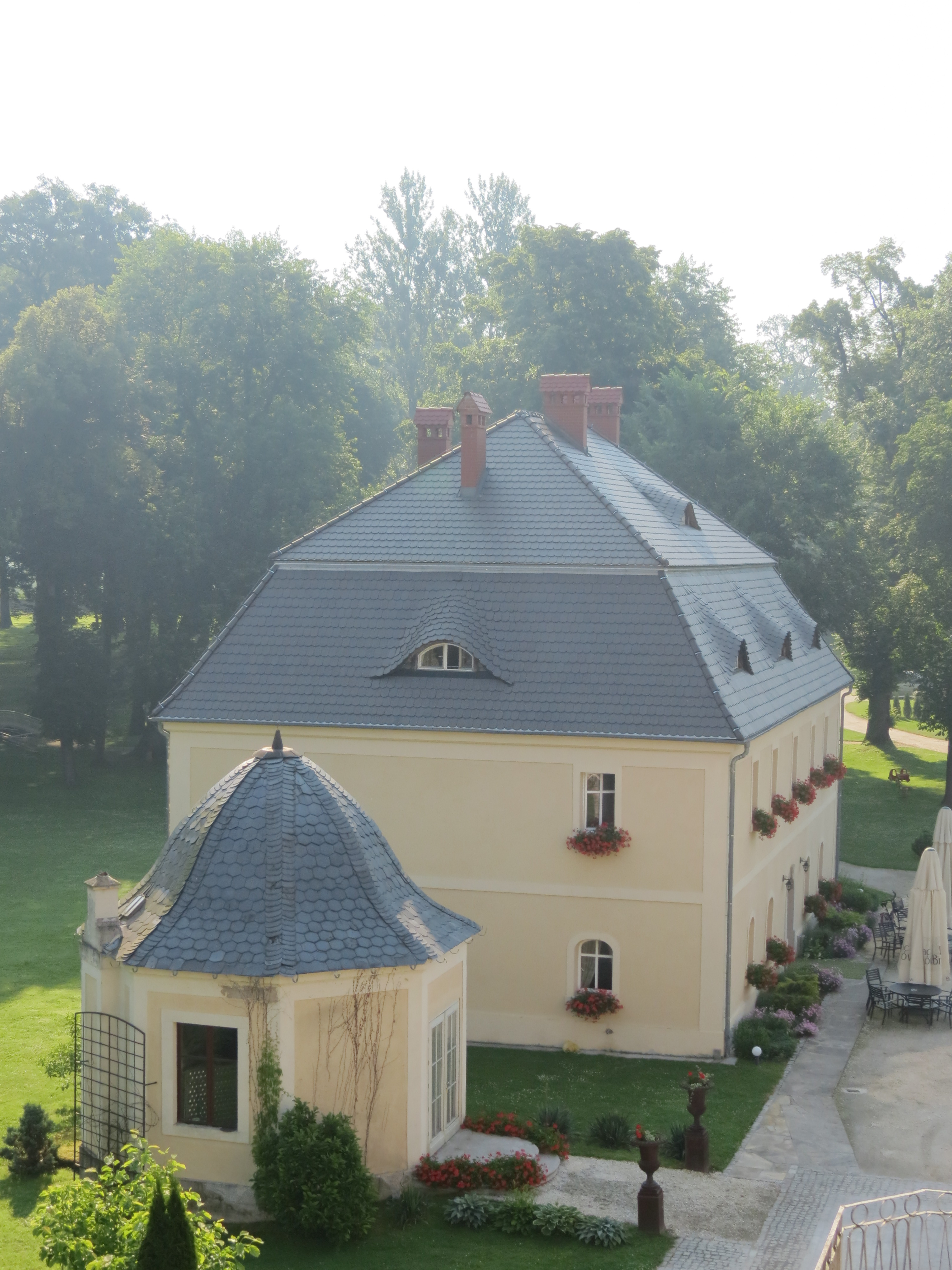
Pawilon ogrodowy przy oficynie

Altana znajduje się na osi wschód-zachód, pomiędzy pałacem (od zachodu) a oficyną pałacową (od wschodu), w odległości około 10 metrów od pałacu i 5 metrów od oficyny. Od północy graniczy z parkiem, który jest częścią historycznego założenia krajobrazowego.
Pawilon został wzniesiony w połowie XIX wieku, jako element rozbudowy założenia rezydencjonalno-parkowego otaczającego pałac. Nie przechodził znaczących modernizacji ani prac konserwatorskich poza drobnymi przekształceniami z lat 50. XX wieku. Wówczas zamurowano wejście od strony północnej, wymieniono drzwi południowe oraz założono prowizoryczne oświetlenie.
Altana wzniesiona została na planie ośmioboku. Jest jednokondygnacyjna, przykryta kopulastym dachem wspartym na krokwiowej więźbie dachowej z jednym centralnym stolcem. Dach pokryty został łupkiem. Budynek wykonano z cegły i kamienia. Obiekt utrzymany w stylu klasycyzującym, o cechach pawilonu kaplicznego, stanowi przykład architektury ogrodowej o funkcjach reprezentacyjno-rekreacyjnych. Co druga ściana zawiera prostokątne, dwudzielne okna krosnowe, dwuprzęsłowe. Na osi północ-południe znajdują się wejścia – obecnie zamurowane od północy, z zachowanymi drzwiami od południa. Elewacje ujęte są w gładkie, tynkowane opaski narożne i okienne. Ściany są jednolicie otynkowane, utrzymane w stonowanej kolorystyce. Obiekt reprezentuje styl klasycystyczny z elementami neogotyckimi w detalach dekoracyjnych, charakterystycznymi dla architektury ogrodowej XIX wieku. Prosta bryła wzbogacona jest o dekoracyjne fryzy, girlandy i nisze, nadające wnętrzu charakter medytacyjno-refleksyjny.
Wewnątrz przestrzeń otwarta, z belkowym stropem wykończonym podsufitką i fasetą. Posadzka wykonana z szaro-czarnego marmuru ułożonego we wzory geometryczne. Na ścianach zachowane są niewielkie nisze zamknięte łukiem pełnym, rozlokowane naprzemiennie z oknami. Powyżej nich biegnie dekoracyjny fryz pasowy z motywem zwisających girland.
Nad dawnym wejściem północnym znajduje się napis gotycki w języku niemieckim. Strop zdobiony jest malowanym ornamentem roślinnym i kwiatowym w kolorach biało-zielono-złotym, częściowo zatartym wskutek prac instalacyjnych.

## Park Przypałacowy

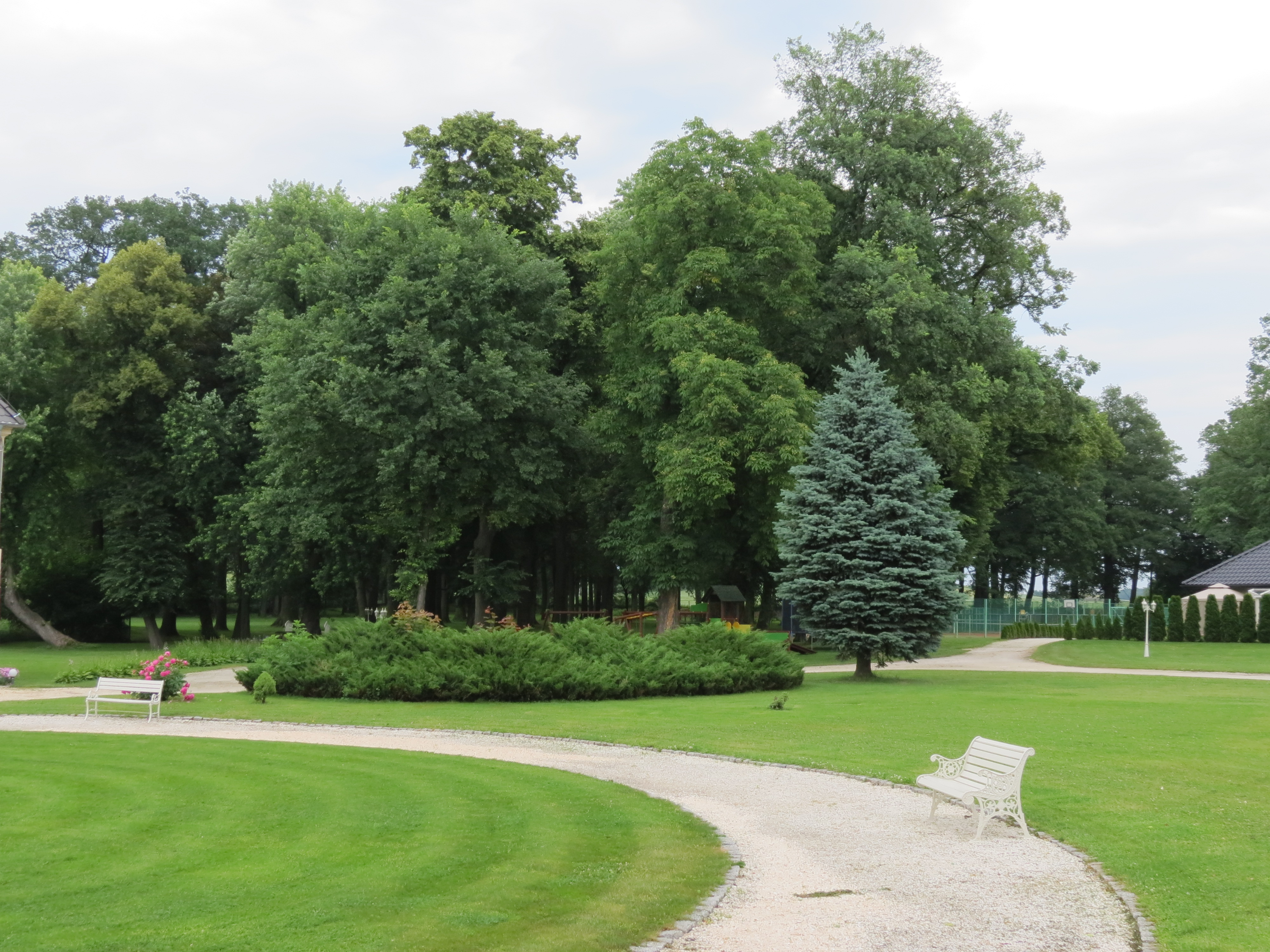
Widok na park postromantyczny z części ogrodu francuskiego

Park przypałacowy w Brunowie położony jest w północno-wschodniej części zespołu dawnego majątku ziemskiego, stanowi integralną część historycznego zespołu pałacowo-folwarcznego.
Zespół pałacowo-parkowy powstał po 1787 roku, kiedy to nowy właściciel dóbr, Christoph Heinrich von Schweinitz, przystąpił do odbudowy zniszczonego przez pożar pałacu. W jego otoczeniu zaczęto kształtować ogród ozdobny oraz tereny użytkowe. W II połowie XIX wieku utworzono na tym terenie park krajobrazowy w duchu postromantycznym, który wkomponował w swój układ starszy, 200-letni drzewostan dębowy, będący pozostałością wcześniejszego zadrzewienia leśnego lub dawnych ogrodów użytkowych. Wiek XX przyniósł kolejne przekształcenia, w tym wprowadzenie nowych nasadzeń i elementów dekoracyjnych, takich jak fontanna i gazony. Obiekt przetrwał II wojnę światową w stanie umożliwiającym adaptację do nowych funkcji.
Założenie parkowe obejmuje dwa główne obszary:

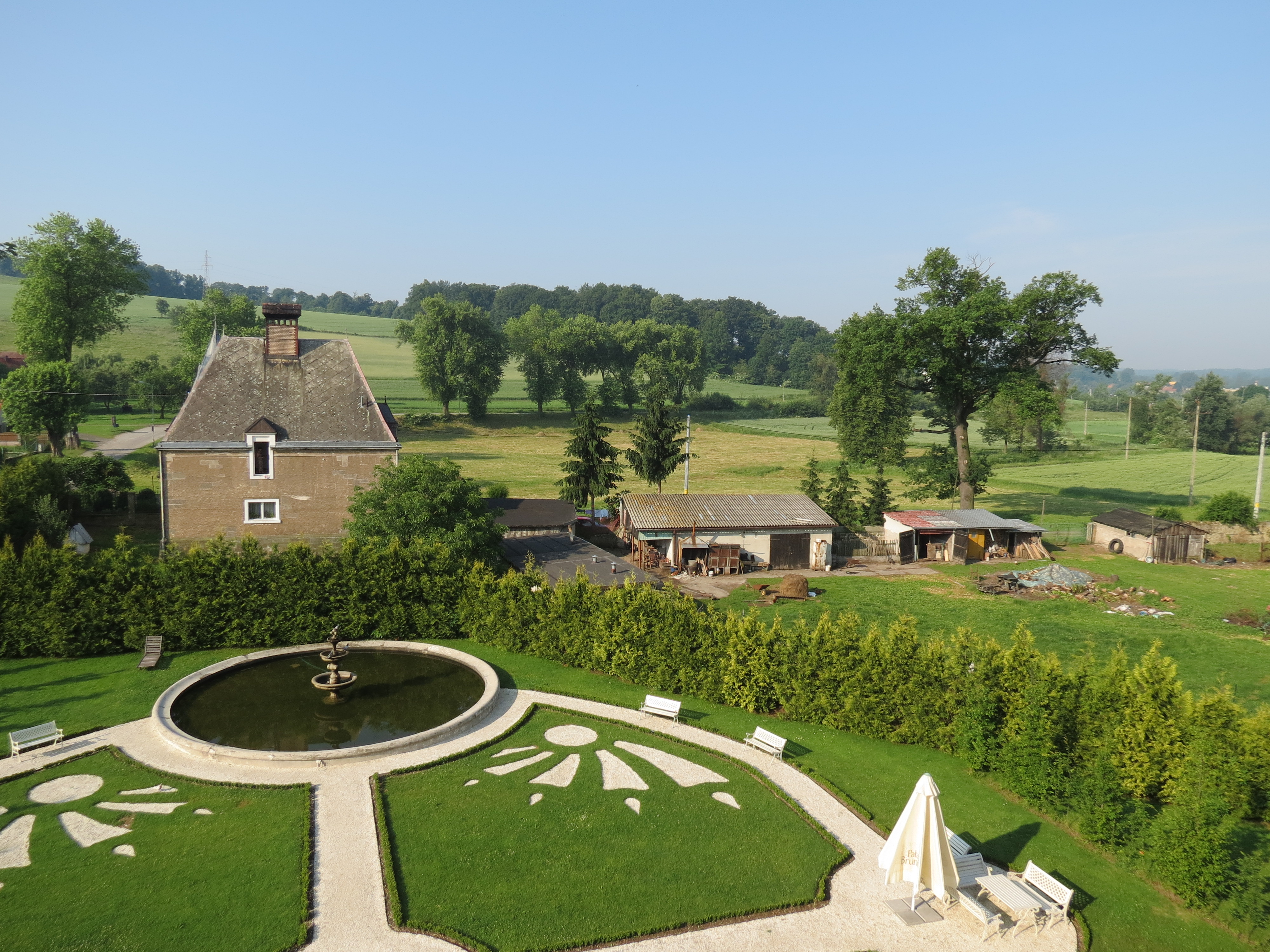
Fontanna w ogrodzie francuskim i kordegarda, widok z pałacu

1. Część przypałacowa – w stylu ogrodu francuskiego, obejmująca sam pałac, dziedziniec i ogród frontowy z gazonem oraz wybetonowaną sadzawką. Dziedziniec otaczają zabudowania gospodarcze i mieszkalne, z centralnie umieszczonym klombem kwiatowym. Znajduje się tu również ośmioboczny pawilon ogrodowy oraz neogotycka stajnia[29].

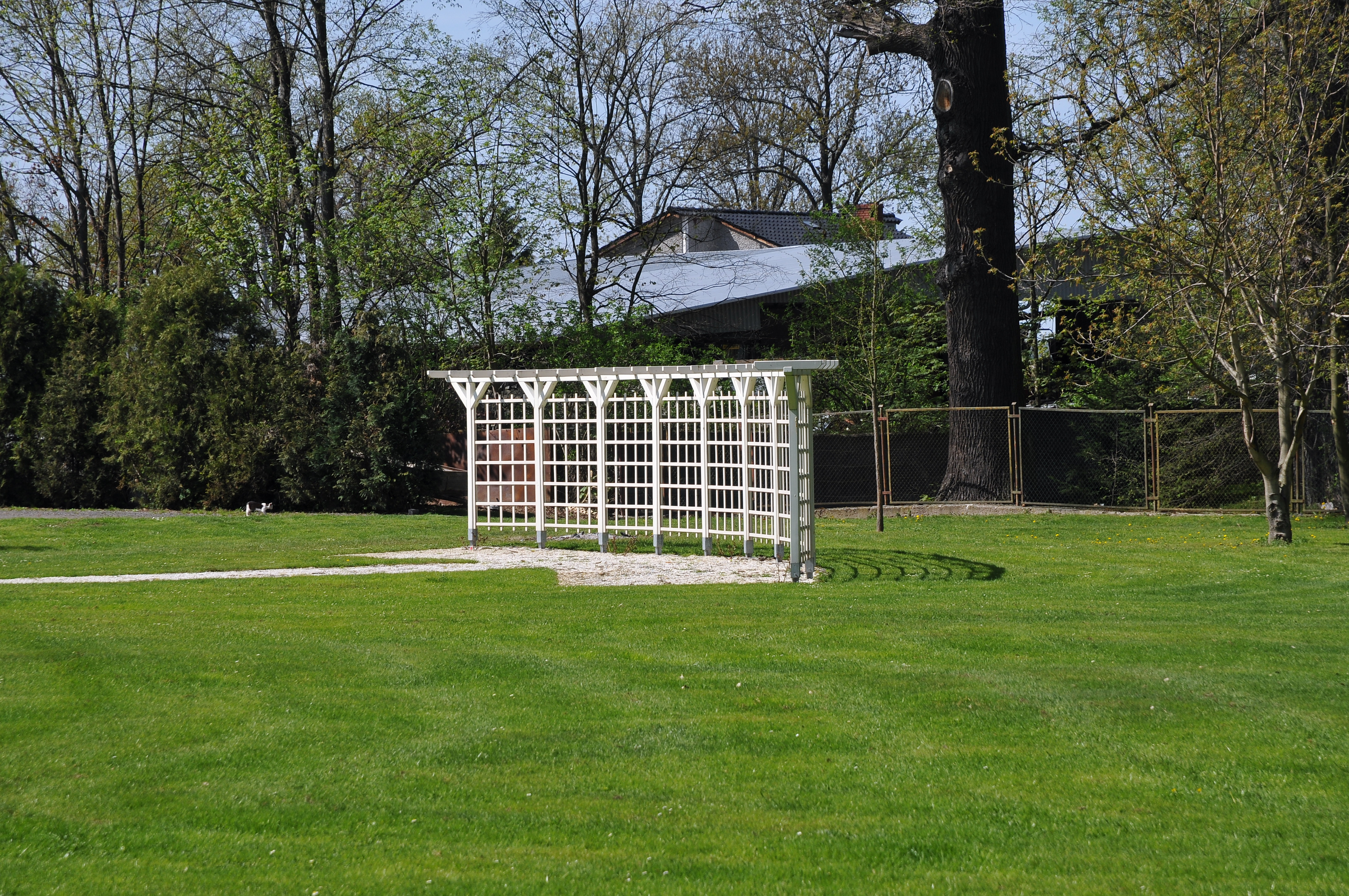
Krata ogrodowa w parku

2. Krata ogrodowa w parkuCzęść parkowa – w stylu ogrodu angielskiego, rozciąga się w północno-wschodniej części terenu. Ma charakter swobodnej kompozycji krajobrazowej, z polanami, naturalistycznie prowadzonymi alejami, płynącym przez park strumieniem i drewnianymi mostkami. Wzdłuż granic rośnie zwarty pas drzew, natomiast wewnątrz parku dominują pojedyncze drzewa i drobne grupy drzew[30].

Park przecina wartki strumień, który odgrywa ważną rolę w kompozycji przestrzennej – jego linia została urozmaicona w XIX w. zgodnie z zasadami romantycznego ogrodnictwa. W parku znajdują się dwa stawy – południowy – zagospodarowany przez prywatnego właściciela, oraz północny – na terenie parku; oba pierwotnie stanowiące integralne elementy założenia. Mostki, oraz elementy małej architektury jak np. pawilon, fontanna, uzupełniają założenie. Zachował się fragment dawnego kamiennego muru w pobliżu bramy wjazdowej. Ścieżki w parku mają nawierzchnię żwirową. Opracowanie z 1979 zakłada prawdopodobne przypuszczenie o istnieniu zwierzyńca.

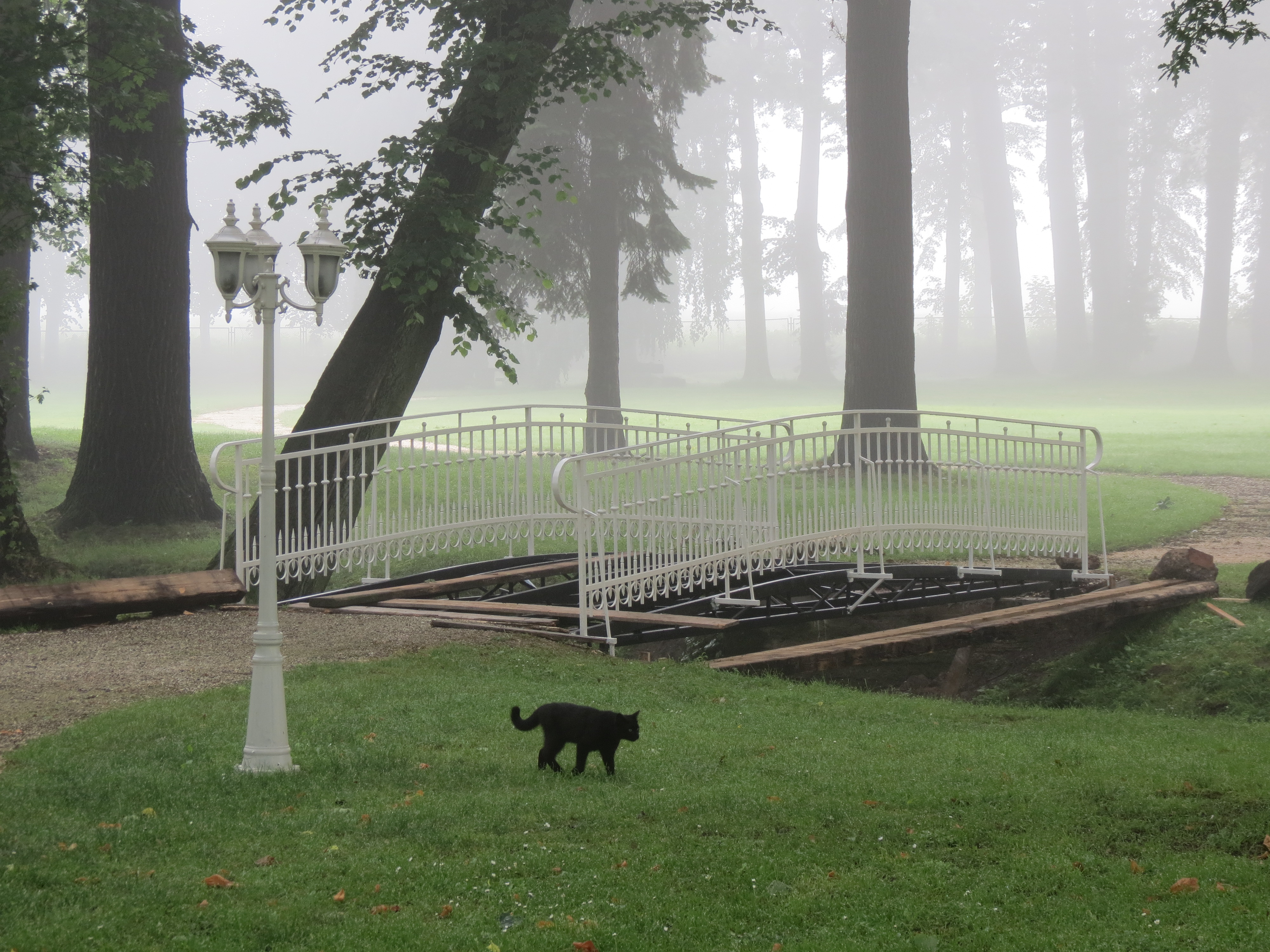
Park pałacowy w porannej mgle

Szata roślinna parku odznacza się dużym zróżnicowaniem gatunkowym. Wyróżnia się zwarty starodrzew dębowy we wschodniej części parku (ok. 200 lat), z uzupełniającymi nasadzeniami m.in. cisów, buków, lip i klonów. W składzie drzewostanu występują m.in.: dąb szypułkowy (Quercus robur), lipa drobnolistna (Tilia cordata), klon srebrzysty (Acer saccharinum), buk purpurowy i zwisający (Fagus sylvatica odm.), topola czarna (Populus nigra), świerk kłujący i świerk pospolity (Picea pungens, Picea abies), choina kanadyjska (Tsuga canadensis), cis pospolity (Taxus baccata), olsza czarna (Alnus glutinosa), wiąz szypułkowy (Ulmus laevis).
Wzdłuż drogi powiatowej rosną lipy, wiązy i klony, tworząc kurtynę zieleni. Najbardziej okazałe drzewa to m.in. dwa dęby o średnicy pni powyżej 1 m oraz topola czarna i lipy osiągające 0,9–1,0 m.
Uwagę zwraca brak krzewów – zarówno rodzimych, jak i ozdobnych. Stan zdrowotny drzewostanu oceniono jako średni, z obecnością nekrozy starczej u niektórych okazów. Park jest ogólnie dobrze utrzymany – prowadzona jest konserwacja drzewostanu, rewitalizacja obiektów architektonicznych i uporządkowanie przestrzeni zielonej.
Park przypałacowy w Brunowie łączy cechy ogrodu barokowego, krajobrazowego parku postromantycznego oraz przestrzeni użytkowej o charakterze gospodarczym. Jego historyczny układ, bogata szata roślinna i zachowane elementy architektury ogrodowej czynią go cennym elementem założeń pałacowych.

## Dom Ogrodnika - Kordegarda

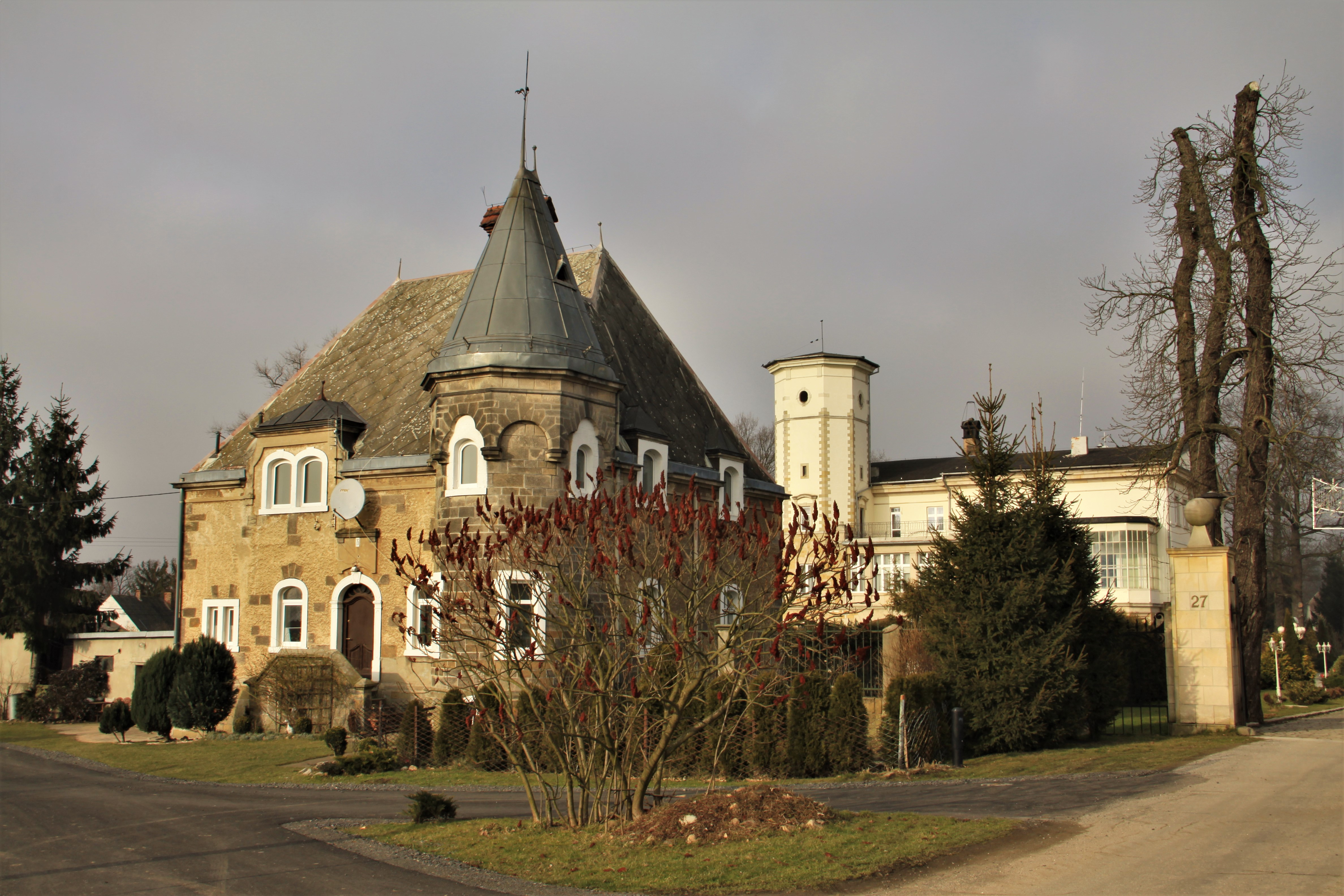
Dom ogrodnika przy wjeździe do pałacu w 2019

Kordegarda w Brunowie to zabytkowy budynek mieszkalno-gospodarczy, będący częścią zespołu pałacowego w Brunowie. Usytuowana jest około 40 metrów na południe od pałacu, przy głównej bramie wjazdowej, z elewacją frontową zwróconą na południe. Od wschodu i zachodu budynek wpisany jest w kamienny mur zamykający dawny dziedziniec gospodarczy. Wzniesiony pod koniec XVIII wieku w stylu późnobarokowym o cechach prowincjonalnych. Pełnił pierwotnie funkcję strażnicy bramnej i domu ogrodnika. Obecnie użytkowany jako budynek mieszkalny.
Zespół pałacowy w Brunowie ukształtował się po pożarze starego dworu w 1787 roku. Wkrótce po tym powstał nowy pałac i towarzyszące mu zabudowania. Kordegarda została zbudowana najprawdopodobniej w tym samym okresie, co świadczy o jej architekturze – nawiązującej do baroku końca XVIII wieku.
W 1838 roku wieś przeszła w ręce Georga von Cottenet. Po II wojnie światowej majątek upaństwowiono, a sam budynek kordegardy od 1946 roku użytkowany był jako dom mieszkalny. Obecnie stanowi prywatną własność.

Budynek kordegardy reprezentuje prowincjonalny późny barok, z elementami klasycyzującymi. Charakterystyczne są dekoracyjne obramienia okien i portali, zastosowanie wieżyczki narożnej oraz bogato profilowane gzymsy kamienne.

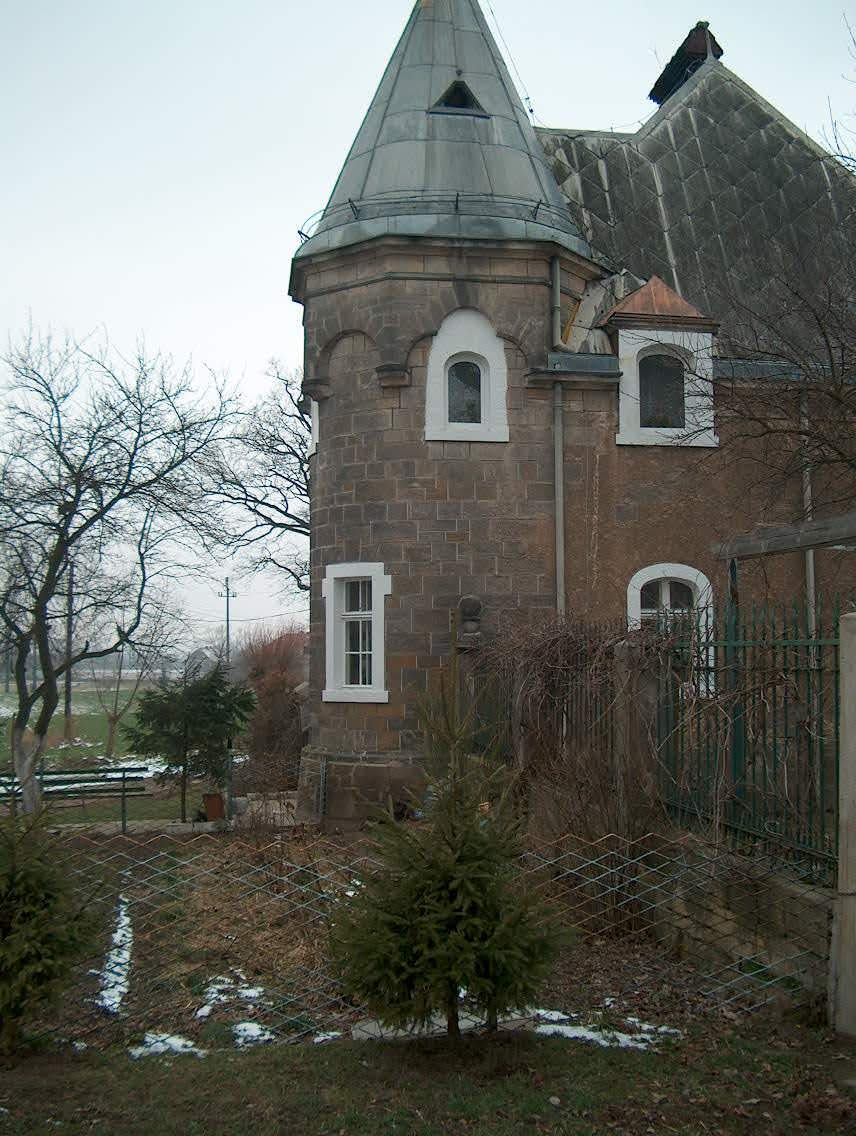
Wieża kordegardy

Budynek wzniesiono na planie prostokąta, zbliżonego do kwadratu, na fundamentach kamiennych. Ściany murowano z cegły, tynkowano; wieżyczka wzniesiona z kamienia. W narożniku południowo-wschodnim znajduje się okrągła, dwukondygnacyjna wieżyczka, częściowo wtopiona w korpus budynku. Całość jest jednokondygnacyjna, z wysokim, użytkowym poddaszem i piwnicą. Dach główny czterospadowy, wysoki, z facjatkami; kryty płytkami z łupka. Dach wieżyczki stożkowy, połączony z korpusem dachem dwuspadowym. Wieża i facjaty zwieńczone ozdobnymi kamiennymi opaskami i fryzami arkadkowymi. Elewacje tynkowane techniką nakrapianą z dekoracyjnym rozmieszczeniem ciosów piaskowca w lico muru. Okna zamknięte łukiem koszowym, osadzone w taśmowych kamiennych opaskach. Drzwi główne jednoskrzydłowe, ramowo-płycinowe, z profilowanym nadświetlem i portalem w kształcie łuku wklęsło-wypukłego. Fasada południowa czteroosiowa, z wieżyczką w narożniku. Wejście główne z ozdobnym zwieńczeniem, nad którym znajduje się płycina inskrypcyjna. W części zachodniej – boczne wejście oraz schody osłonięte kamienną balustradą. Wieżyczka wykonana z ciosów kamiennych, z arkadkowym fryzem i dekoracyjnymi oknami o zróżnicowanych wykrojach. Elewacje boczne (wschodnia i zachodnia) z dwoma osiami okiennymi i facjatami. Elewacja północna pierwotnie ślepa – obecnie z otworem okiennym. Wewnątrz budynku znajdują się drewniane stropy z podsufitką; w piwnicy – ceglany. Podłogi głównie z desek drewnianych; w sieni – posadzka cementowa. Układ wnętrz dwutraktowy z wąską sienią w części południowej. Pomieszczenia ułożone amfiladowo. Schody na poddasze drewniane, usytuowane przy bocznym wejściu; zewnętrzne kamienne, wewnętrzne murowane do piwnicy. Wnętrza zachowały układ pierwotny z drobnymi adaptacjami mieszkaniowymi.